# غرنفيل (كيبك)
غرنفيل (بالإنجليزية: Grenville, Quebec)‏ هي بلدية محلية في كيبيك تقع في كندا في Argenteuil Regional County Municipality. يقدر عدد سكانها بـ 1,577 نسمة ومساحتها 5.30 كم2 .